# Rodrigo Agostinho
Rodrigo Antônio de Agostinho Mendonça (Cafelândia, 12 de dezembro de 1977) é advogado, ambientalista e político brasileiro, filiado ao Partido Socialista Brasileiro (PSB). Foi prefeito de Bauru de 2009 até 2017.

## Biografia
Seu primeiro cargo eletivo foi de vereador em Bauru por dois mandatos (2001 - 2008), sendo reeleito em 2004 com 5.751 votos.  Sendo no ano seguinte em 2005, Rodrigo por ser conhecido como ambientalista é convidado a assumir a Secretaria Municipal de Meio Ambiente, durante a gestão de Tuga Angerami, na qual desempenhou papéis importantes como secretário. Enquanto esteve como secretário Rodrigo se candidatou para a eleição de deputado federal, em 2006, mas não obteve exito no pleito.
Mas só em 2008 obteve exito e foi eleito aos 30 anos, ao disputar pela primeira vez a Prefeitura Municipal. Sendo um dos prefeitos mais jovens a administrar a cidade de Bauru. Agostinho venceu as eleições de 2008, para o mandato (2009 - 2012), com 97.288 votos (54,30% dos votos válidos). Com relevante desempenho a frente da Prefeitura Municipal, Agostinho foi reeleito em 2012, com 82% dos votos para o mandato (2013 - 2016). Antes de suas passagens a Prefeitura Municipal, Rodrigo havia passado anteriormente na Prefeitura Municipal como estagiário.
Em 7 de outubro de 2018, Rodrigo Agostinho foi eleito deputado federal, com mais de 100 mil votos, se tornando o primeiro deputado federal da região de Bauru desde 1998.
Em 14 de março de 2019, foi eleito por unanimidade presidente da Comissão de Meio Ambiente e Desenvolvimento Sustentável (CMADS) da Câmara dos Deputados. É membro titular da Comissão de Ciência e Tecnologia, Comunicação e Informática (CCTCI). 
Integra a Frente Parlamentar Ambientalista do Congresso Nacional e é membro da Diretoria da Frente Parlamentar Mista Ética Contra a Corrupção. 
No dia 14 de janeiro de 2023 foi confirmado como presidente do Ibama pelo Ministério do Meio Ambiente e Mudança do Clima.

## Carreira política
- 2001 - 2008 - Vereador
- 2005 - 2008 - Secretário de Meio Ambiente
- 2009 - 2012 - Prefeito
- 2013 - 2016 - Prefeito reeleito
- 2019 - 2023 - Deputado federal
- 2023 - Presidente do IBAMA